# Jack Carty
Pour les articles homonymes, voir Carty.

a Compétitions nationales et continentales officielles uniquement.

b Matchs officiels uniquement.
Dernière mise à jour le 21 octobre 2023.
Jack Carty, né le 31 août 1992 à Athlone, en Irlande, est un joueur international irlandais de rugby à XV qui évolue au poste de demi d'ouverture au Connacht en United Rugby Championship depuis 2012.

## Biographie

### Jeunesse et formation
Jack Carty fait ses études secondaires au Marist College d'Athlone. Avant de devenir joueur de rugby professionnel, il pratique un certain nombre d'autres sports. Il a joué pour Roscommon en football gaélique dans les catégories de jeunes et a également joué au football, représentant l'Irlande au niveau international jusqu'au niveau des moins de 15 ans aux côtés des internationaux irlandais actuels Robbie Brady et Jeff Hendrick. Les performances remarquables de l'équipe d'Athlone lors d'un tournoi de jeunes, la Kennedy Cup, ont attiré l'attention des recruteurs et lui ont permis de participer à des essais avec Southampton et West Ham,.
Jack Carty commence le rugby à l'âge de quatorze ans et fait ses premières armes dans le club de sa ville d'origine, les Buccaneers d'Athlone, avant de rejoindre l'académie du Connacht,. 

### Débuts au Connacht
Au début de sa carrière au Connacht, Jack Carty joue principalement pour l'équipe secondaire de la province, les Connacht Eagles, en  British and Irish Cup. Bien qu'il soit encore dans l'académie du Connacht, il fait sa première apparition dans l'équipe senior du Connacht le 21 septembre 2012, lors d'un match contre les Glasgow Warriors dans le Pro12 durant la saison 2012-2013. Il remplace Gavin Duffy à l'arrière, entrant en jeu après vingt-huit minutes,. Il s'agit de son seul match joué avec l'équipe première durant cette saison.
Au cours de la saison 2013-2014, il fait six apparitions, quatre en championnat et deux en Coupe d'Europe, inscrivant treize points. Il est titularisé pour la première fois avec le Connacht le 4 janvier 2014, lorsqu'il joue au poste de demi d'ouverture contre le Leinster, champion en titre du Pro12. Le 11 janvier, il joue son premier match européen pour la province, en débutant le match de Heineken Cup contre les Zebre, marquant deux pénalités et deux transformations. En février de la même année, Carty signe son premier contrat professionnel avec le Connacht.

### Titulaire indiscutable
À la suite de la retraite de Dan Parks, Jack Carty devient le premier choix du Connacht au poste de demi d'ouverture pour la saison 2014-2015,. Il fait vingt-et-une apparitions dans le Pro12, dont seize en tant que titulaire. Il participe à cinq des six matchs de Challenge européen de l'équipe, démarrant tous les matchs sauf un.

#### Vainqueur du Pro12 en 2016
La saison suivante en 2015-2016 voit Jack Carty continuer à être le premier choix jusqu'en février 2016, lorsqu'il se blesse sur un toboggan aquatique à Dubaï et qu'il doit se faire enlever la rate. Il est de retour en avril, mais ne peut pas déloger AJ MacGinty et Shane O'Leary et manque donc la finale de la victoire historique de Pro12 que son équipe remporte, faisant de cette victoire le premier titre majeur de l'histoire de la province,. Il est apparu dans douze matchs de Pro12 et cinq matchs de Challenge  européen lors de cette saison avant son accident, puis rejoue seulement deux matchs de championnat après son retour.
Le départ de MacGinty vers les Sale Sharks et les blessures de la nouvelle recrue Marnitz Boshoff permettent à Jack Carty de retrouver sa place de titulaire pour la saison 2016-2017,. Il débute dix-huit matchs en Pro12, apparaissant comme remplaçant dans trois autres et a débuté cinq des six matchs de l'équipe en Coupe d'Europe, manquant le match à domicile contre les Zebre sur blessure.

### Débuts internationaux avec le XV du Trèfle
Après un bon début de saison 2018-2019, Jack Carty est sélectionné pour la première fois en équipe d'Irlande pour les premiers tours du Tournoi des Six Nations 2019. Il connaît sa première cape le 24 février 2019, lorsqu'il entre en jeu lors de la victoire 26 à 16 contre l'Italie au Stadio Olimpico de Rome. Il joue au total trois matchs dans ce tournoi. À la fin de la saison, il est nommé dans l'équipe de l'année de Pro14. Quelques mois plus tard, il est retenu parmi les 31 joueurs irlandais pour disputer la Coupe du monde 2019 au Japon. Dans cette compétition, il joue trois matchs de poule contre l'Écosse, le Japon et la Russie, mais ne participe pas au quart de finale durant lequel son pays est éliminé par les All Blacks.
Il poursuit ensuite sa carrière avec sa province en étant l'ouvreur titulaire et marquant de nombreux points. Il est nommé dans l'équipe type du Pro14 à l'issue de la saison 2020-2021. Il fait son retour en équipe nationale pour le Tournoi des Six Nations 2022 au cours d'une saison 2021-2022 où il est à son meilleur niveau. Il ne joue qu'un seul match, quand il entre en jeu durant deux minutes dans une défaite 30 à 24 face à la France.

### Capitaine du Connacht
Pour la saison 2022-2023, Jack Carty est nommé capitaine du Connacht, pour sa dixième saison consécutive dans l'équipe,. Quelque temps plus tard, en janvier 2023, lors d'une rencontre face aux Sud-africains des Lions en United Rugby Championship, il inscrit treize points devenant ainsi le meilleur marqueur de points de l'histoire du Connacht, dépassant les 1152 points inscrits par Eric Elwood avec la province,. Cette saison, sa province termine à la septième place du classement général et se qualifie donc pour les phases finales. En quart de finale, le Connacht élimine l'Ulster, puis est battu en demi-finale par les Stormers. C'est la deuxième fois de son histoire que le Connacht atteint se stade de la compétition après 2016.

## Statistiques

### En province
| Saison         | Club           | Championnat               | Championnat | Championnat | Coupe d'Europe                    | Coupe d'Europe | Coupe d'Europe |
| Saison         | Club           | Compétition               | Matchs      | Points      | Compétition                       | Matchs         | Points         |
| -------------- | -------------- | ------------------------- | ----------- | ----------- | --------------------------------- | -------------- | -------------- |
| 2012-2013      | Connacht       | Pro12                     | 1           | -           | Coupe d'Europe                    | -              | -              |
| 2013-2014      | Connacht       | Pro12                     | 4           | 3           | Coupe d'Europe                    | 2              | 10             |
| 2014-2015      | Connacht       | Pro12                     | 21          | 83          | Challenge européen+Coupe d'Europe | 6+1            | 36+17          |
| 2015-2016      | Connacht       | Pro12                     | 14          | 71          | Challenge européen                | 5              | 28             |
| 2016-2017      | Connacht       | Pro12                     | 21          | 73          | Coupe d'Europe                    | 6              | 28             |
| 2017-2018      | Connacht       | Pro14                     | 19          | 131         | Challenge européen                | 4              | 56             |
| 2018-2019      | Connacht       | Pro14                     | 18          | 157         | Challenge européen                | 5              | 30             |
| 2019-2020      | Connacht       | Pro14                     | 7           | 39          | Coupe d'Europe                    | 6              | 19             |
| 2020-2021      | Connacht       | Pro14+Pro14 Rainbow Cup   | 12+4        | 102+8       | Challenge européen+Coupe d'Europe | 1+2            | 10+11          |
| 2021-2022      | Connacht       | United Rugby Championship | 15          | 116         | Coupe d'Europe                    | 6              | 59             |
| 2022-2023      | Connacht       | United Rugby Championship | 15          | 105         | Challenge européen                | 1              | 16             |
| Total Connacht | Total Connacht | Total Connacht            | 151         | 888         | Coupes d'Europe                   | 44             | 320            |

### Internationales

#### Équipe d'Irlande des moins de 20 ans
Jack Carty a disputé quatre matchs avec l'équipe d'Irlande des moins de 20 ans en une saison, prenant part à une édition du championnat du monde junior en 2012. Il a inscrit 11 points.

#### Équipe d'Irlande
Jack Carty compte 11 sélections en équipe d'Irlande pour 16 points marqués.
| Année | Compétition    | Matchs | Points |
| ----- | -------------- | ------ | ------ |
| 2019  | Six Nations    | 3      | 2      |
| 2019  | Test matchs    | 4      | 5      |
| 2019  | Coupe du monde | 3      | 9      |
| 2022  | Six Nations    | 1      | -      |
| Total | Total          | 11     | 16     |

## Palmarès

### En province
- Connacht
  - Vainqueur du Pro12 en 2016

### Distinctions personnelles
- Meilleur réalisateur du Challenge européen en 2018 (56 points)
- Membre de l'équipe type du Pro14 en 2019 et 2021
- Meilleur marqueur de points de l'histoire du Connacht (1172 points)